# CVC Capital Partners
CVC Capital Partners SICAV-FIS S.A. är ett luxemburgiskt multinationellt riskkapitalbolag som verkar i branscherna för byggindustri, detaljhandel, finansiella tjänster, företagsservice, hasardspel, hälso- och sjukvård, kemisk industri, konsumenter, media, petroleumindustri, telekommunikation och tillverkningsindustri. De förvaltar ett kapital på $109 miljarder för den 31 mars 2018.
Företaget har sitt ursprung från 1981 när den amerikanska bankgruppen Citicorps dotterbolag Citicorp Venture Capital grundade en avdelning som skulle sköta deras europeiska venturekapitalverksamhet. 1993 blev dotterbolaget avknoppad i syfte att det skulle vara ett självständigt riskkapitalbolag och Citicorp Venture Capitals högste chef Michael Smith tillsammans med Steve Koltes, Donald Mackenzie och Rolly Van Rappard blev krediterade som medgrundare till företaget. Smith var styrelseordförande fram till 2013 när han gick i pension, de andra tre medgrundarna tog över positionen gemensamt.
De har sitt huvudkontor i staden Luxemburg.

## Närvaro
De har närvaro på följande platser världen över.
| Amerika: - New York, New York, USA - San Francisco, Kalifornien, USA - São Paulo, Brasilien | Asien: - Bangkok, Thailand - Hongkong, Kina - Jakarta, Indonesien - Peking, Kina - Seoul, Sydkorea - Shanghai, Kina - Singapore - Tokyo, Japan | Europa: - Amsterdam, Nederländerna - Bryssel, Belgien - Frankfurt, Tyskland - Köpenhamn, Danmark - London, England, Storbritannien - Luxemburg, Luxemburg - Madrid, Spanien - Milano, Italien - Paris, Frankrike - St. Helier, Jersey - Stockholm, Sverige - Warszawa, Polen |